# Bulbophyllum concatenatum
Bulbophyllum concatenatum là một loài phong lan thuộc chi Bulbophyllum.